# Laadboom

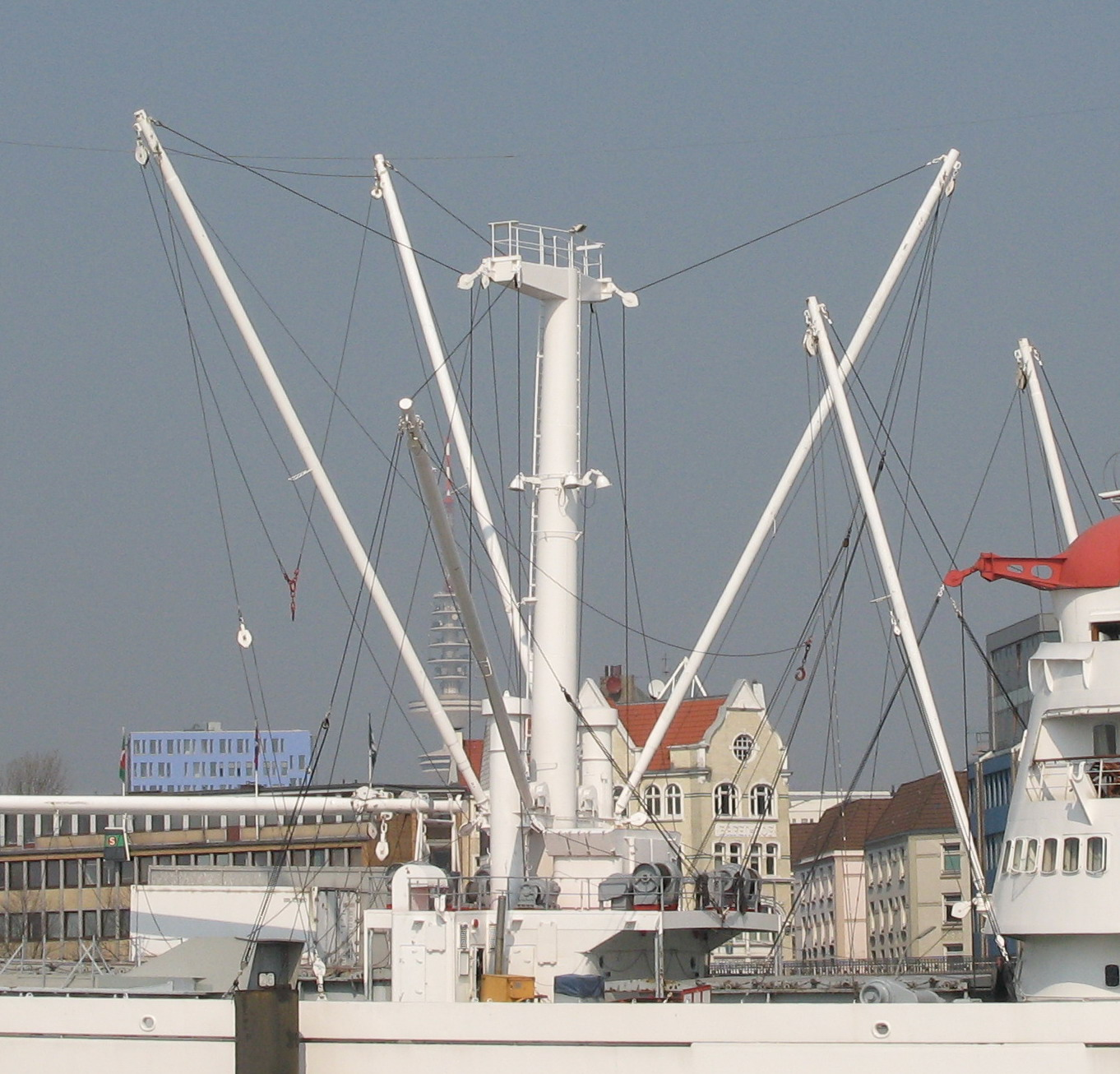
Laadbomen van de Cap San Diego

Een laadboom of derrick is de voorloper van de moderne scheepskraan. Het is dus een constructie ontworpen voor het verplaatsen van lading.
In het algemeen bestaat de laadboom uit één mast of paal die onderaan is vastgemaakt met een lummel. Een lummel is een soort van scharnier dat het mogelijk maakt de laadboom in vier richtingen te bewegen. De laadboom kan dus zowel van boven naar beneden bewegen als van links naar rechts.
Deze bewegingen worden gecontroleerd door touwwerk. Bij de standaardopstelling worden er meestal vier lijnen gebruikt. De lijnen om de boom in het horizontale vlak te laten bewegen worden boomgeien genoemd. De lijn gebruikt voor het toppen van de boom (een term voor de beweging in het verticale vlak) is de hanger. Deze lijnen worden door mankracht of door een motor geopereerd. De lijnen die worden bekrachtigd door een motor maken gebruik van een lier.
Naast boomgeien en een hanger heeft de laadboom ook nog een laadlijn die langs de boom naar een katrol loopt. De laadlijn dient voor het optakelen van de lading. Ook voor het takelen wordt meestal een lier gebruikt.
De laadboom is genoemd naar Thomas Derrick, een beruchte Engelse beul tijdens de regeerperiode van koningin Elizabeth. Hij vond namelijk een nieuwe constructie uit voor de galg die veel gelijkenissen met de laadboom vertoont.
Er bestaan verschillende soorten laadbomen.
standaardlaadboomDe standaardlaadboom werd hierboven beschreven.
twin-spanlaadboomDe twin-spanlaadboom wordt gebruikt voor het verplaatsen van zwaardere ladingen.
Velle-derrickDe Velle-derrick is voorzien van twee paar boomgeien, beide aangesloten op dezelfde lier, maar elk paar tegengesteld gekoppeld, zodanig dat wanneer het ene paar onder spanning komt te staan het andere spanning lost. Deze boomgeien worden ook uit elkaar gehouden door een dwarsbalk, en wel zo dat de twee in tegengestelde zin lopende lijnen niet in elkaar kunnen verwikkelen. Door deze aanpassingen is de Velle-derrick in staat om bediend te worden door één persoon.
Hallen-derrickDe Hallen-derrick is qua werking zeer gelijkend op de Velle-derrick. Het verschil zit hem in de dwarsbalk. De Hallen-derrick heeft er namelijk geen. In plaats van de dwarsbalk is de top van de Hallen-derrick zo ontworpen dat de twee paar boomgeien niet door elkaar lopen.
Stulcken-patent of de zwareliftderrickDeze laadboom is ontworpen voor het verplaatsen van zeer zware ladingen.